# روابط صفویه و عثمانی

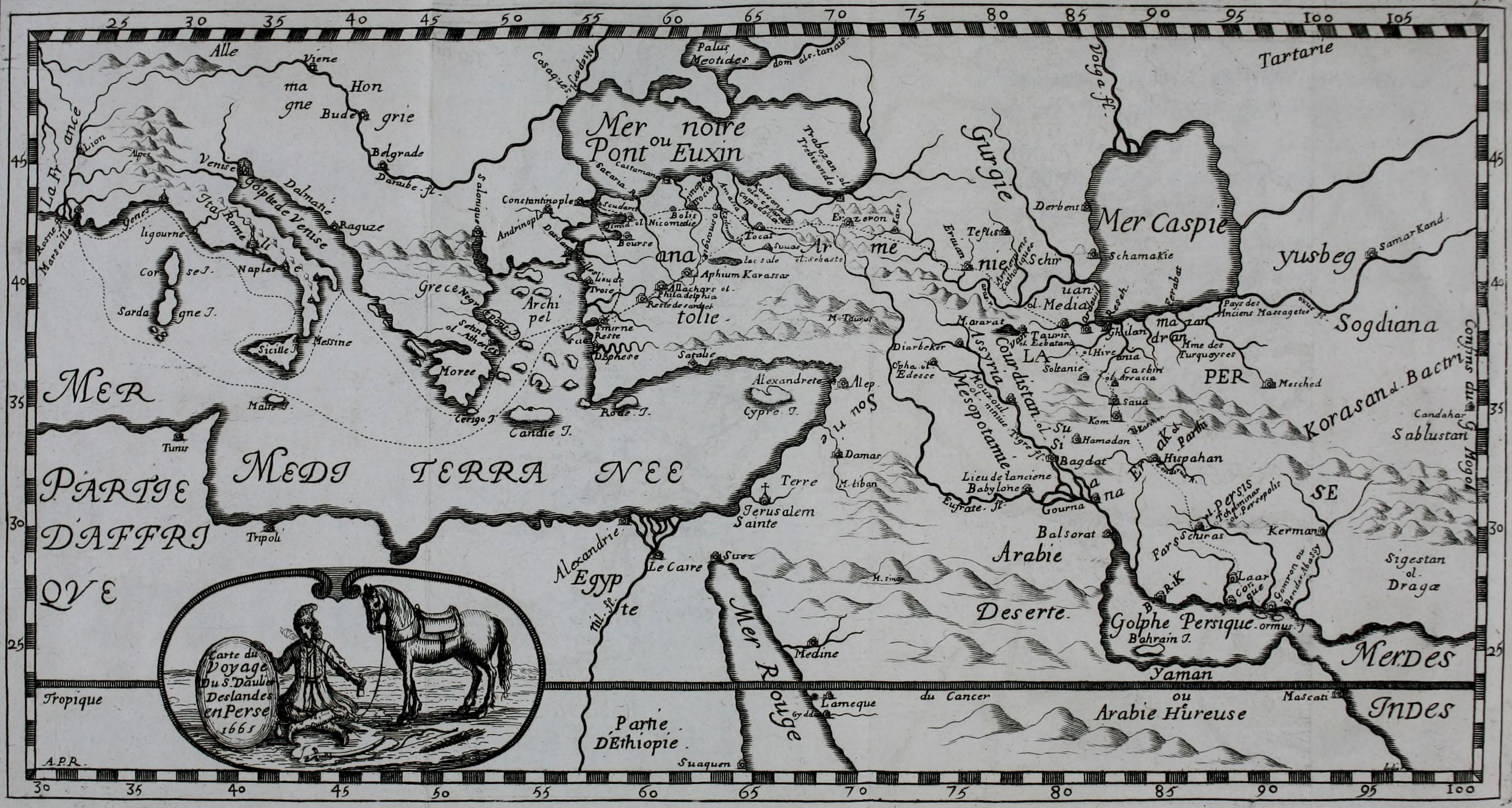
امپراتوری پارس و عثمانی در ۱۶۶۱

روابط امپراتوری‌های صفویه و عثمانی با برپایی دودمان صفویه در ایران، در آغاز سده ۱۶، آغاز شده است. نخستین درگیری عثمانی صفوی در جنگ چالدران در سال ۱۵۱۴ رخ داد و با یک سده رویارویی در مرزها ادامه داشت. در سال ۱۶۳۹، صفویان و عثمانی‌ها، عهدنامه زهاب را امضا کردند که عراق را در سلطه عثمانیان به رسمیت می‌شناخت و قفقاز را در میان دو امپراتوری تقسیم می‌کرد. در بیشتر موارد همان صلح آماسیا در حدود یک قرن قبل بود.
تا سده ۱۸، پیکار میان نسخه اسلامِ شیعهٔ ایرانیان صفوی و نسخه اسلام سنی ترک‌های عثمانی یکی از ابعاد مهم پیوند میان دو امپراتوری بزرگ باقی ماند.در آغاز سده ۱۸، گفتگوهای صلح ایرانیان و عثمانی‌ها مفهوم تازه ای از پیوند میان مسلمان‌ها را معرفی کرد که در آن، کشورهای مستقل می‌توانند به عنوان حکومت‌های مستقل از جامعه مسلمانان در کنار هم وجود داشته باشند و با هم همکاری نمایند. گر چه روابط بیشتر با ترس متقابل از سستی و بی‌اعتمادی هدایت می‌شدند، این حالت تا سال ۱۸۴۷ زمانی که قاجاریان و عثمانی‌ها پس از سده‌ها درگیری، پیمان صلح مهمی به نام عهدنامه ارزروم امضا کردند، ادامه داشت.

### نقش اختلاف مذهبی
اسلام نقش مهمی در تعریف رابطه عثمانی و صفوی ایفا کرد. هم صفویان و هم عثمانی‌ها برای کمک به توجیه قواعد فردی خود به پیوند با اسلام تکیه می‌کردند. اما شریعت اسلام از جنگ مسلمانان با یکدیگر جلوگیری می‌کند، مگر اینکه برای اجرای یک قانون مقدس یا در برابر تخلفات از دین انجام شود؛ بنابراین، برای اینکه یک قدرت با قدرت دیگر به جنگ بپردازد، باید این عمل را از نظر دینی توجیه کند.سلیم اول، سلطان امپراتوری عثمانی در اوایل دهه ۱۵۰۰، به دنبال چنین توجیهی بود. علما و مقامات مذهبی در امپراتوری عثمانی به سرعت شاه اسماعیل و در نتیجه پیروان او را تهدیدی برای اسلام به دلیل آموزه‌های شیعی که آنرا بدعت می‌دانستند، نامیدند. در نتیجه، سلیم اول دستور اعدام هر یک از هواداران شاه اسماعیل را چه در قسطنطنیه و چه در سرتاسر سرزمین عثمانی صادر کرد.

### تهدیدهای صفویه در داخل عثمانی

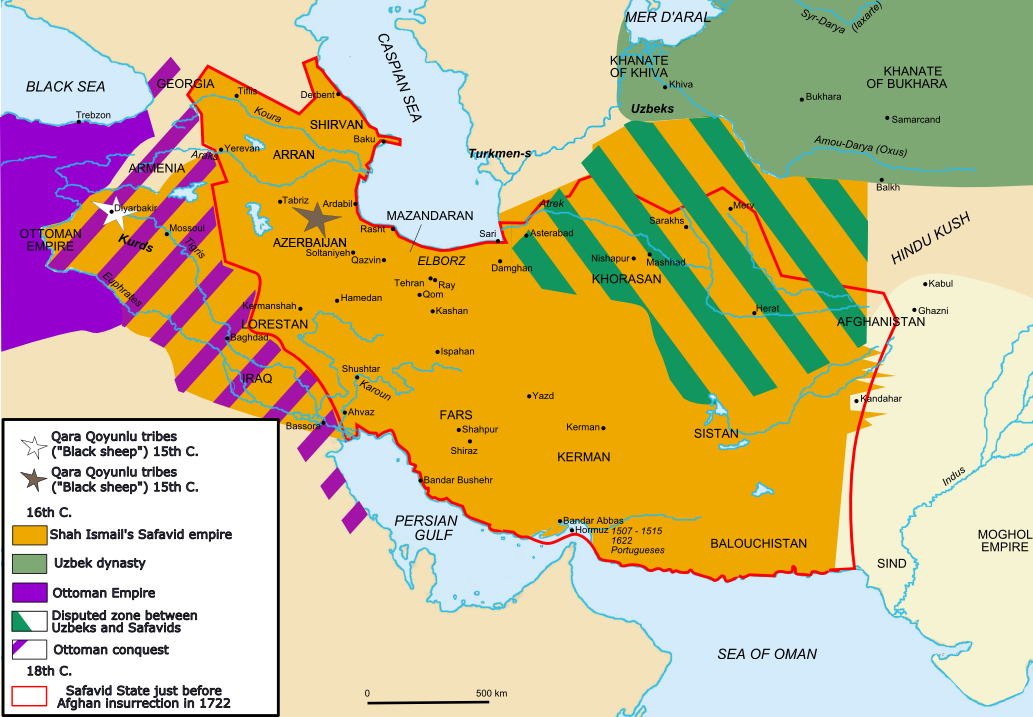
صفویه در نهایت در ۱۶۳۹ بین‌النهرین و غرب قفقاز را به عثمانی واگذار کردند

شدت خطاب سلیم اول به امپراتوری صفوی نشان دهنده خطری بود که او احساس می‌کرد دارد در داخل مرزهای عثمانی ظهور می‌کند. در سال ۱۵۰۷، شاه اسماعیل به آناتولی حمله کرد و آغاز تهدیدی را که امپراتوری نوظهور صفوی نشان می‌داد، آشکار کرد. قیام در آناتولی توسط پیروان فرقه شیعه در قیام شاهکولو در سال ۱۵۱۱ ترس سلیم از شورش داخلی را تقویت کرد. قیام‌ها و فرهنگ شیعی از شاه اسماعیل و صفویان همچنان تأثیر داشت.

### تحریم‌های تجاری
عثمانی‌ها به‌طور مداوم از تحریم‌های تجاری علیه امپراتوری صفوی به عنوان راهی برای تسلط بر رقیب شرقی خود استفاده کردند. پیروزی قاطع عثمانی بر صفویه در چالدران در سال ۱۵۱۴ به گسترش حکومت عثمانی در آسیای صغیر منجر شد. همزمان با تهاجم به سرزمین‌های صفویه و تصرف بغداد، سلیم اول شروع به محدود کردن راه‌های تجاری برای تاجران ابریشم صفوی و دستگیری افرادی کرد که از ایران صفوی وارد امپراتوری عثمانی می‌شدند. محدودیت تجارت و دستگیری روشنفکران وابسته به صفویه تنها در زمان رهبری سلیمان معکوس شد. تحریم‌ها همچنین در سال ۱۶۰۳ مورد استفاده قرار گرفت، زمانی که ظهور قدرت صفویه در شرق بار دیگر به یک تهدید نگران کننده تبدیل شد، اما تحریم‌ها به اندازه تحریم‌های سلیم اول موفق نبودند.تجارت صفوی با بازارهای اروپایی از طریق روسیه و قفقاز اغلب این تحریم‌ها را نفی می‌کرد.